# Rinorea fausteana
Rinorea fausteana és una espècie de planta amb flor que pertany a la família de les violàcies. És endèmica al Camerun. Els seus hàbitats naturals són els boscos de les terres baixes tropicals o subtropicals seques i els boscos montans tropicals o subtropicals secs. Està amenaçada per la pèrdua d'hàbitat.

## Hàbitat
Rinorea fausteana creix en pastures i en un dens bosc primari perennifoli submontà, a 1100-1500 msnm.

## Descripció
És un arbust de 2 m d'alçada. La inflorescència és de color verd-rosa. Les flors tenen un color rosat.

## Ecologia i conservació
A les muntanyes Bakossi, el seu hàbitat està amenaçat per les contínues operacions de tala il·legal esporàdiques.
La protecció formal dels boscos de les muntanyes Bakossi pot ajudar a preservar aquesta espècie; altres poblacions s'ha de buscar a la zona Banyang-Mbo on actualment està protegida.